# ویلیام فرانسیس جونز
ویلیام فرانسیس جونز (انگلیسی: Willard F. Jones؛ ۲۷ فوریه ۱۸۹۰ – ۱۸ اوت ۱۹۶۷ (aged 77)) مهندس کشتی و مدیر کارآفرین بود.
وی در دهه ۱۹۳۰ تا دهه ۱۹۵۰ مدیر کل و معاون رئیس گلف اویل بود.